# 米歇尔·普拉蒂尼
米歇尔·弗朗索瓦·普拉蒂尼（法語：Michel François Platini，發音：[miʃɛl fʁɑ̃swa platini]；1955年6月21日—），生于法国热夫，昵称“足球场上的拿破仑大帝”、已退役的法国足球运动员，世界足球史上最佳法国传奇巨星之一。
2004年，他位列球王評選的125位最出色的在世球星（FIFA 100）中。通常认为普拉蒂尼是20世紀80年代最出色的中場球員，曾是歐洲足協主席及法國足球總會副會長。

## 足球生涯
柏天尼早在七十年代展開球員生涯，曾效力法國甲組聯賽球會南錫和聖伊天。1984年協助法國國家隊奪得歐洲國家盃冠軍，三年間三度當選歐洲足球先生。八十年代的柏天尼，與居里斯、泰簡拿和費南迪斯組成的黃金中場，一度威震全球，1986年世界杯與巴西的八強比賽，成為世界杯史上最經典的比賽之一，該場比賽法國勝出，再一次打入四強。

## 退役後
退役後的柏天尼曾擔任過國家隊主帥一職，在1992年歐洲國家杯僅能在首圈畢業。但柏天尼一直都是法國足球總會副會長，在1985年獲得法國榮譽軍團勳章的騎士勳章，1988年再贏得軍官勳章。2006年世界杯更為國際足協出任技術小組主席，可見地位超然。
柏天尼在位歐洲足協主席期間，多次被指針對英格蘭。如2012–13年歐洲冠軍聯賽16強第二回合曼聯對皇家馬德里，當時為比賽第56分鐘，蘭尼將對手剷跌。主球證卡基亞毫不猶豫地將蘭尼直接紅牌趕出場，但慢鏡顯示蘭尼有明顯的收腳動作，而且蘭尼只是向球的方向剷去。連一向喜歡揶揄對手的皇馬主帥摩連奴都覺得蘭尼絕對不應該拿紅牌，更直斥球證破壞了整場比賽。但柏天尼之後卻力撐球證卡基亞，認爲其沒錯，並直言蘭尼的紅牌是咎由自取。之後在2013年尾的世界盃抽籤，因爲法國是歐洲球隊進軍世界盃中排名最低，而法國身處的歐洲檔次則有9支球隊（每個檔次必須有8支球隊），因此法國理應被調去只得7支球隊的檔次。可能預知法國會進入死亡之組，所以盛傳柏天尼從中作梗，要求國際足協不要將法國調入其他檔次。結果英格蘭被編入死亡之組（對手有烏拉圭、意大利及哥斯達黎加），而法國則被編入相對輕鬆的小組（對手有瑞士、厄瓜多爾及洪都拉斯）。雖然英格蘭被編入死亡之組與柏天尼沒有直接關係，但大部分英格蘭球迷均歸咎於柏天尼從後搞小動作致使法國能夠逃出生天而不被編入死亡之組。結果一如外界所料，英格蘭分組墊底出局，法國分組首名出線。而事件的另一受害者意大利也在分組賽最後一場輸給烏拉圭後出局。
另一方面，他也被指有多次偏幫自己國家聯賽球隊的嫌疑，最著名例子為2011年的歐聯里昂對薩格勒布戴拿模的比賽，里昂以7:1大勝對手，當時有記者拍到有里昂球員鬼鬼祟祟地拍對方球員，懷疑打假球，柏天尼承諾會徹查，但結果最後還是不了了之。
2015年底，因涉腐败丑闻，國際足聯副主席普拉蒂尼被国际足联伦理委员会处以禁止参与足球事务8年的处罚。案情是2011年國際足聯主席布拉特曾向普拉蒂尼支付一笔180万欧元的款项，据称是顾问工作的报酬。布拉特因此被怀疑在当年争取连任国际足联主席的过程中，向普拉蒂尼贿选。2016年2月，国际足联上诉法庭裁决普拉蒂尼的上诉，将禁止参与足球事务时间缩短到6年。普拉蒂尼再次上诉到國際體育仲裁院，该院2016年5月对普拉蒂尼的处罚减至4年。2019年6月18日，普拉蒂尼因被怀疑涉及2022年國際足總世界盃申办时的腐败行为而遭到法国警方逮捕。在接受数小时的质询之后，普拉蒂尼獲釋。2025年3月，普拉蒂尼被判无罪。
2025年7月18日，普拉蒂尼位於其在法国南部的家中遭遇入室盗窃，约20件奖杯和奖牌被盗。

## 效力球隊
- 法國奎史德（1963年－1965年；學徒）
- 法國AS祖夫（1966年－1972年；學徒）
- 法國南錫（1973年－1979年）
- 法國聖艾蒂安（1979年－1982年）
- 意大利祖雲達斯 （1982年－1987年）

## 榮譽

### 球會榮譽

#### 南錫
- 法國乙組足球聯賽冠軍：1974/75
- 法國杯冠軍：1978

#### 聖伊天
- 法國甲組足球聯賽冠軍：1980/81

#### 祖雲達斯
- 意大利杯冠軍：1983
- 意大利甲組聯賽冠軍：1983/84、1985/86
- 歐洲杯賽冠軍杯冠軍：1984
- 歐洲超級盃冠軍：1984
- 歐洲聯賽冠軍杯冠軍：1985
- 豐田盃冠軍：1985

### 個人榮譽
- 金球奬：1983、1984、1985
- 《世界足球》雜誌最佳球員：1984、1985
- FIFA 100

### 國際賽榮譽
- 1982年国际足联世界杯：殿軍
- 1984年欧洲足球锦标赛： 冠軍
- 1986年国际足联世界杯：季軍

柏天尼共代表法國國家隊上陣72場比賽，取得41個入球，並49次擔任隊長。世界杯共取得5個入球，一度是繼在世界杯射入13球的方丹後，在世界杯入球最多的法國球員。 後被已退役射手亨利以6球打破。

## 教練生涯
- 1992年歐洲國家盃: 首圈